# Asylum (Kurzfilm)
Asylum (dt. Asyl) ist ein dokumentarischer Kurzfilm, der 2004 bei der Oscarverleihung in der Kategorie Bester Dokumentar-Kurzfilm nominiert war.

## Handlung
Babaa Andoh, eine junge Frau, berichtet, dass sie auf Rat ihrer Mutter Ghana und ihren Sohn verlassen habe.
In einem Rückblick erfährt man, dass sie einen Mann namens Daniel kennengelernt hatte und von ihm schwanger wurde. Sie planten zu heiraten, aber er starb im Alter von 22 Jahren, noch bevor sie ihre Pläne verwirklichen konnten. Die nächsten zwei Jahre zog sie ihren Sohn allein auf und besuchte eine Sekretärinnenschule. Nach ihrem Abschluss bekam sie einen Job angeboten und zwischen Andoh und ihrem Chef entwickelte sich eine Beziehung. Als er ihr einen Antrag machte, bat er um die Einwilligung der Familie von Andohs Vater. Andohs Mutter behauptete nämlich, dass der Vater tot sei. Doch das stellte sich als Lüge heraus. Andoh traf ihren Vater und die Freude des Kennenlernens war groß, doch als sie von ihrem Anliegen erzählte, verbot er ihr die Hochzeit. Er würde ihren Ehemann auswählen. Die Wahl fiel auf einen viel älteren Mann, mit dem der Vater Geschäftsbeziehungen führt.
Damit sie für den Mann „rein“ werde, sollte ihre Klitoris abgeschnitten werden, außerdem wurde ihr erzählt, es käme ein Fluch über die Familie, wenn sie nicht einwillige. Sowieso würden intakte Geschlechtsteile zu einer zu großen Erregung führen, womit Promiskuität einherginge und sie schließlich als Prostituierte ende. Andoh war sich bewusst, dass man an den Folgen der Zirkumzision sterben kann. Zudem wurde ihr nun klar, dass ihre Mutter ihren Vater verlassen hatte, um zu verhindern, dass Andoh verstümmelt werde.
Als sie ihrem Vater mitteilte, dass sie seinem Wunsch nicht nachkommen würde, schlug er sie. Sie wurde nackt festgebunden, doch eine mitleidige Frau, die ihr auch den Kontakt zum Vater vermittelt hatte, befreite sie und gab ihr etwas Kleidung. Andoh schaffte es zu fliehen, doch als sie nach Hause kam, teilte ihre Mutter ihr mit, dass der Vater schon da sei und nach ihr suche, weshalb sie nun fliehen müsse. In Akkra kam sie bei Freunden unter, doch der Vater ließ nach ihr mittels Zeitungsannoncen fahnden, sodass sie dort auch nicht länger sicher war. In ihrer Verzweiflung wendete sie sich an jemanden, der ihr nach zwei Monaten in Isolation eine illegale Ausreise in die USA ermöglichte. Doch bei der Einreise wurde festgestellt, dass der Pass nicht ihr gehörte. Als man ihr mitteilte, dass sie zurück nach Ghana geschickt würde, berichtete sie von der Lebensgefahr, in der sie schwebte. Andoh wurde wie eine Verbrecherin in Ketten und Handschellen gelegt und abgeführt. Nach einem Jahr im Gefängnis wurde ihr letztlich politisches Asyl gewährt. Nun lebt sie in North Carolina und spart darauf, ihren Sohn zu sich holen zu können.